# カタリーナ・フォン・ヴュルテンベルク

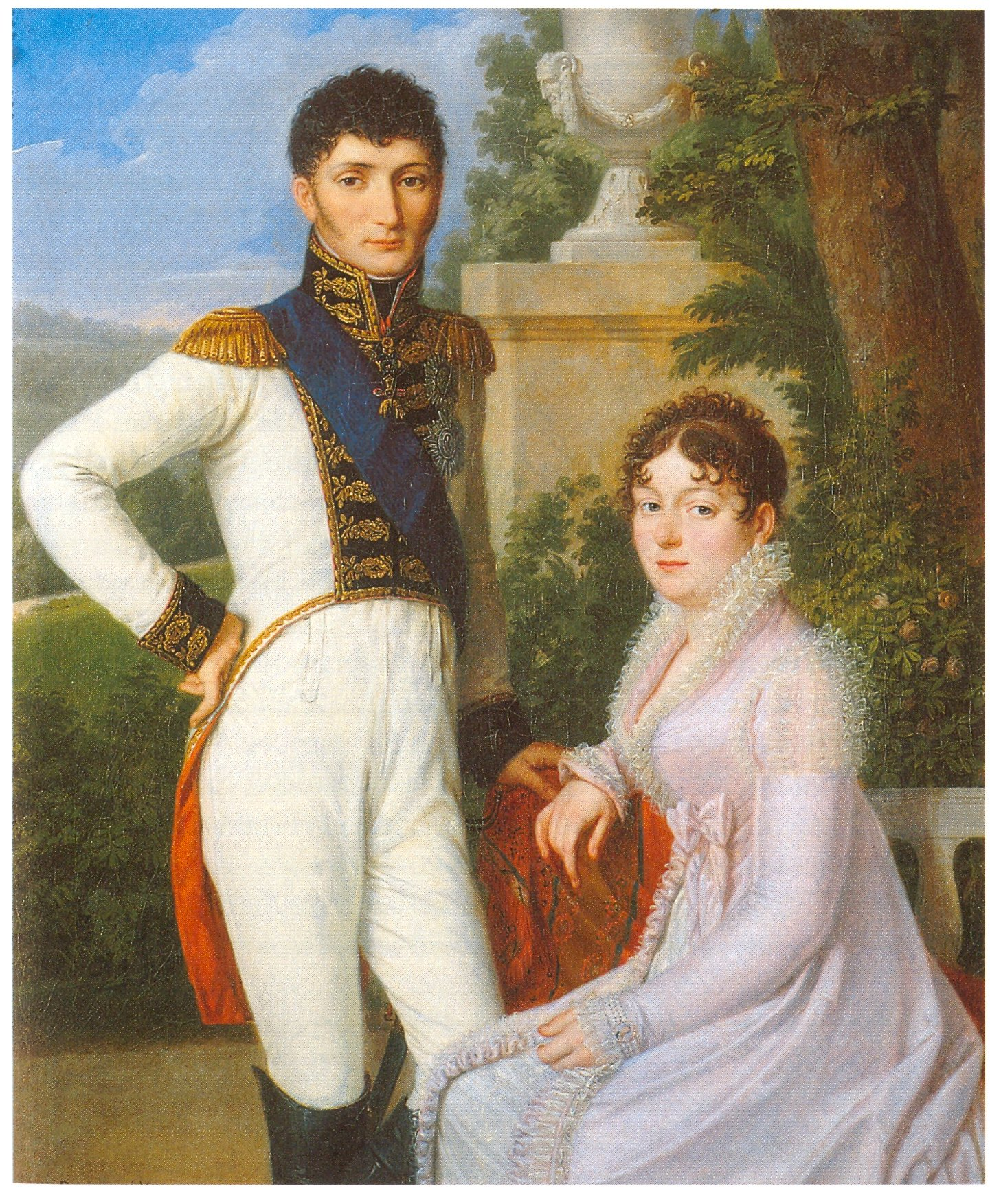
ジェローム・ボナパルトとカタリーナ

フリーデリケ・カタリーナ・ゾフィー・ドロテア・フォン・ヴュルテンベルク（独: Friederike Katharina Sophie Dorothea von Württemberg, 1783年2月21日 - 1835年11月29日）は、ナポレオン・ボナパルトの末弟ジェローム・ボナパルトの2度目の妻。

## 生涯
後のヴュルテンベルク王フリードリヒ1世とその妃アウグステ・カロリーネ（ブラウンシュヴァイク＝リューネブルク公カールとその妃オーガスタ・オブ・ウェールズの娘）の娘として、サンクトペテルブルクで生まれた。
1807年8月、ジェロームとフォンテーヌブロー宮殿で結婚した。後に短期間だがヴェストファーレン王国の王妃となった。ジェロームとの間に3子を生んだ。
- ジェローム（1814年 - 1847年） - モンフォール公
- マティルド・レティティア（1820年 - 1904年） - サン・ドナート公アナトーリー・デミドフと結婚
- ナポレオン・ジョゼフ（1822年 - 1891年）

カタリーナは、ローザンヌで1835年に亡くなった。